# Josh Cooley
Josh Cooley é um cineasta, dublador e roteirista estadunidense. Tornou-se conhecido por seus trabalhos em animações da Pixar, como Inside Out e Riley's First Date?.

## Filmografia
- The Incredibles (2004)
- Cars (2006)
- Ratatouille (2007)
- Up (2009)
- George & A.J. (2009)
- Cars 2 (2011)
- Inside Out (2015)
- Riley's First Date? (2015) – Pai de Sadness
- Toy Story 4 (2019)
- Transformers One (2024)